# Heideweiher

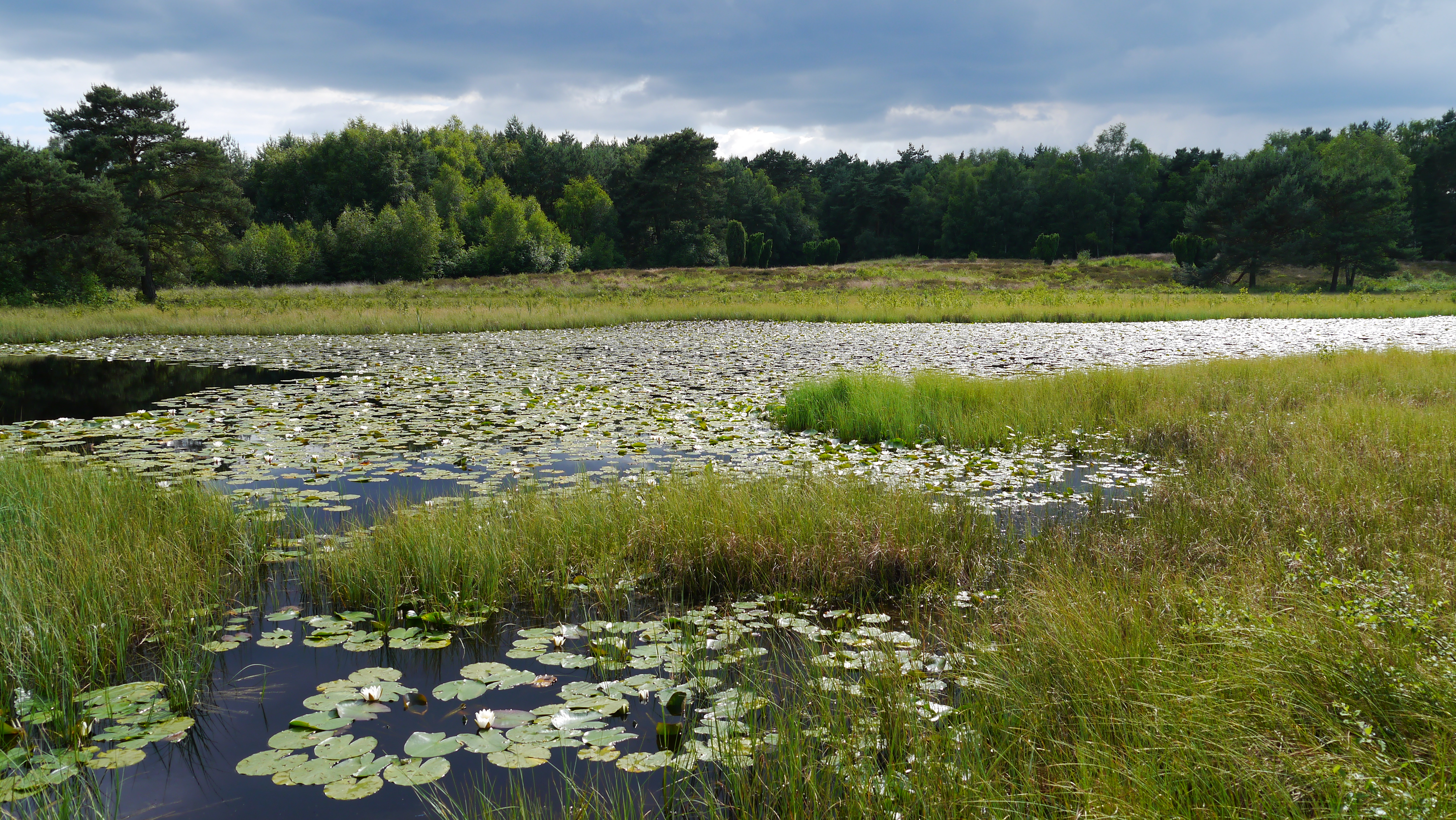
Heideweiher Blankes Flat

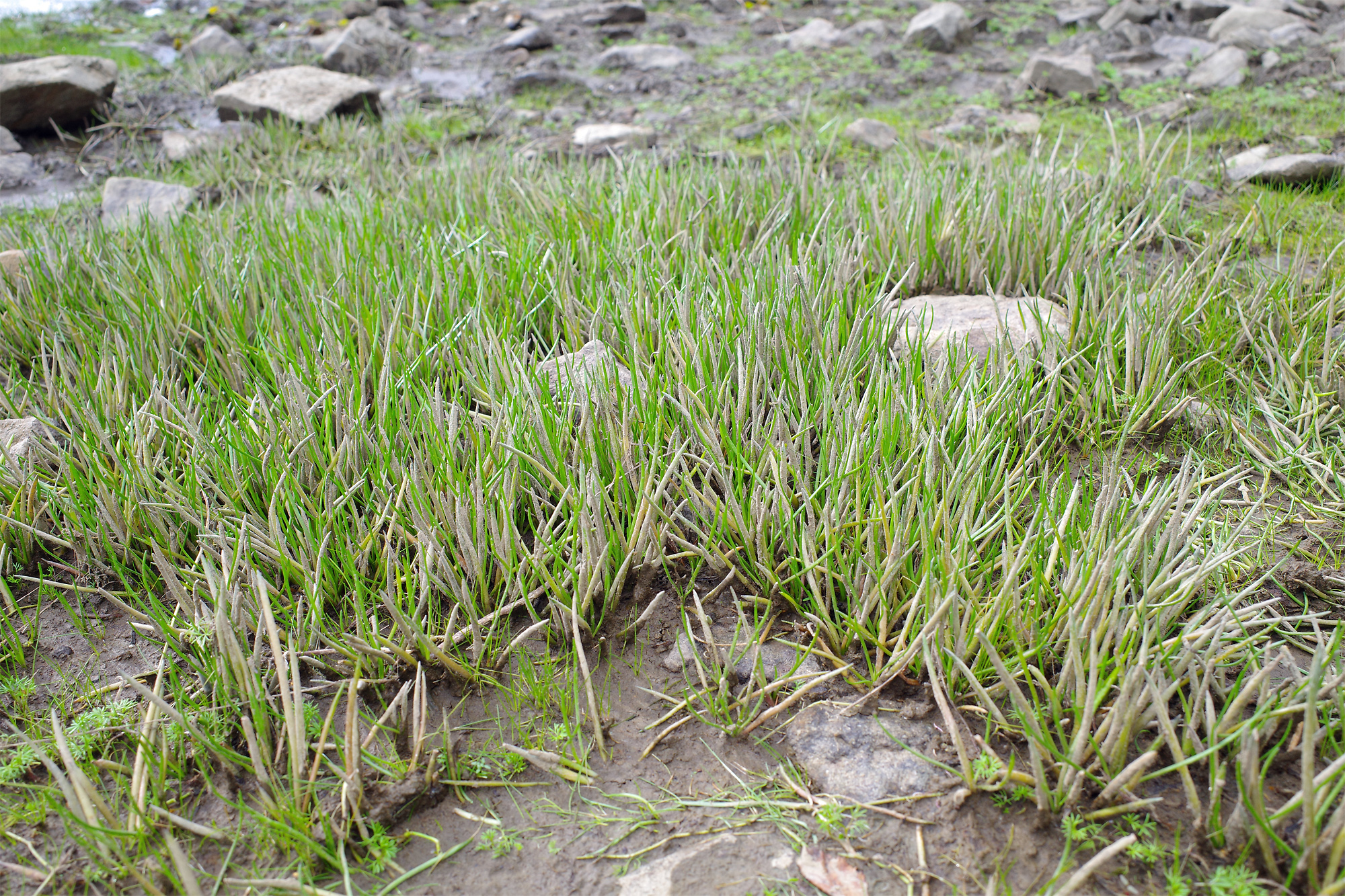
Strandling in der Flachwasserzone eines sandigen Weihers

Als Heideweiher werden natürliche oder naturnahe, schwach saure und nährstoffarme (oligotrophe) Flachwasserseen innerhalb der in erster Linie saaleglazialen Altmoränen-Sandgebiete im nordwestlichen Mitteleuropa bezeichnet.

## Entstehung und Entwicklung
Der Ursprung der weitaus meisten Heideweiher dürften periglaziale Windausblasungen gewesen sein (Deflationswannen): über den nicht verwehbaren und wasserundurchlässigen bzw. -stauenden Bodenschichten aus Lehm, Ton oder Ortstein wurden die feinen Sedimente verweht, so dass flache Mulden zurückblieben. Einige Heideweiher verdanken ihre Existenz auch Eissprengungen am Ende der letzten Eiszeit, die zur Entstehung eines Toteislochs oder Solls führten. Andere wiederum gehen auf einen Erdfall (Vallenmoor) zurück. In einigen seltenen Fällen können Heideweiher aber auch aus einem abgeschnürten Altarm hervorgegangen sein, wie z. B. der Sudendorfer Vennepohl (Altarm der Bever) oder das Blanke Flat (Altarm der Leine). Durch anthropogene Nutzung (Torfstich, Viehtränke) sind viele dieser Weiher in jüngerer Zeit neu entstanden bzw. als Offengewässer wiederhergestellt worden. Damit Heideweihern entstehen können, muss im Untergrund eine wasserundurchlässige Stauschicht liegen (Podsol-Ortstein, Tonlinsen). Im Laufe der Zeit können sie sich durch Verlandung weiter zu kleinen Heidemooren (Zwischenmooren) entwickeln, die oftmals eine hochmoorartige Vegetation aufweisen. Unter bestimmten Umständen (hohe Niederschlagsrate bzw. deutlich humide Klimaverhältnisse) können aus diesen Heidemooren echte, regenwassergespeiste Hochmoore werden.

## Verbreitung

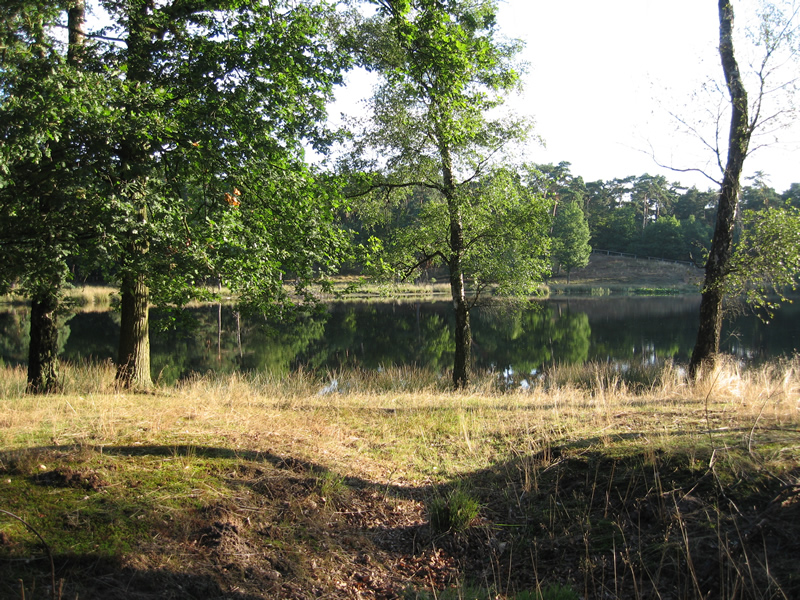
Das Schwarze Wasser bei Wesel. Blick auf den von Dünen umgebenen Weiher

Innerhalb Deutschlands bleiben Heideweiher, die regional auch als Schlatt, Flat(t), Päule oder Pool, bzw. Pohl (niederdeutsch für „Pfuhl“) bezeichnet werden, auf die klimatisch atlantisch geprägten Altmoränen-Sandgebiete Nordwestdeutschlands beschränkt. Sie sind vor allem im Münsterland (Kletterpoth, Lasthauser Moor), in der Senne (Kampeters Kolk, Langenbergteich, Weckers Heideteich), am Niederrhein (Schwarzes Wasser), der Lüneburger Heide (Stichter See, Ahlftener Flatt), dem Emsland (Ahlder Pool, Süd-Tannen-Moor, Mickelmeer) und der Wildeshauser Geest anzutreffen. Heideweiher finden sich aber auch in den entsprechenden Landschaften Dänemarks, Belgiens und der Niederlande. Einer der größten im Bundesland Nordrhein-Westfalen ist das Schwarze Wasser bei Wesel am Niederrhein.

## Flora

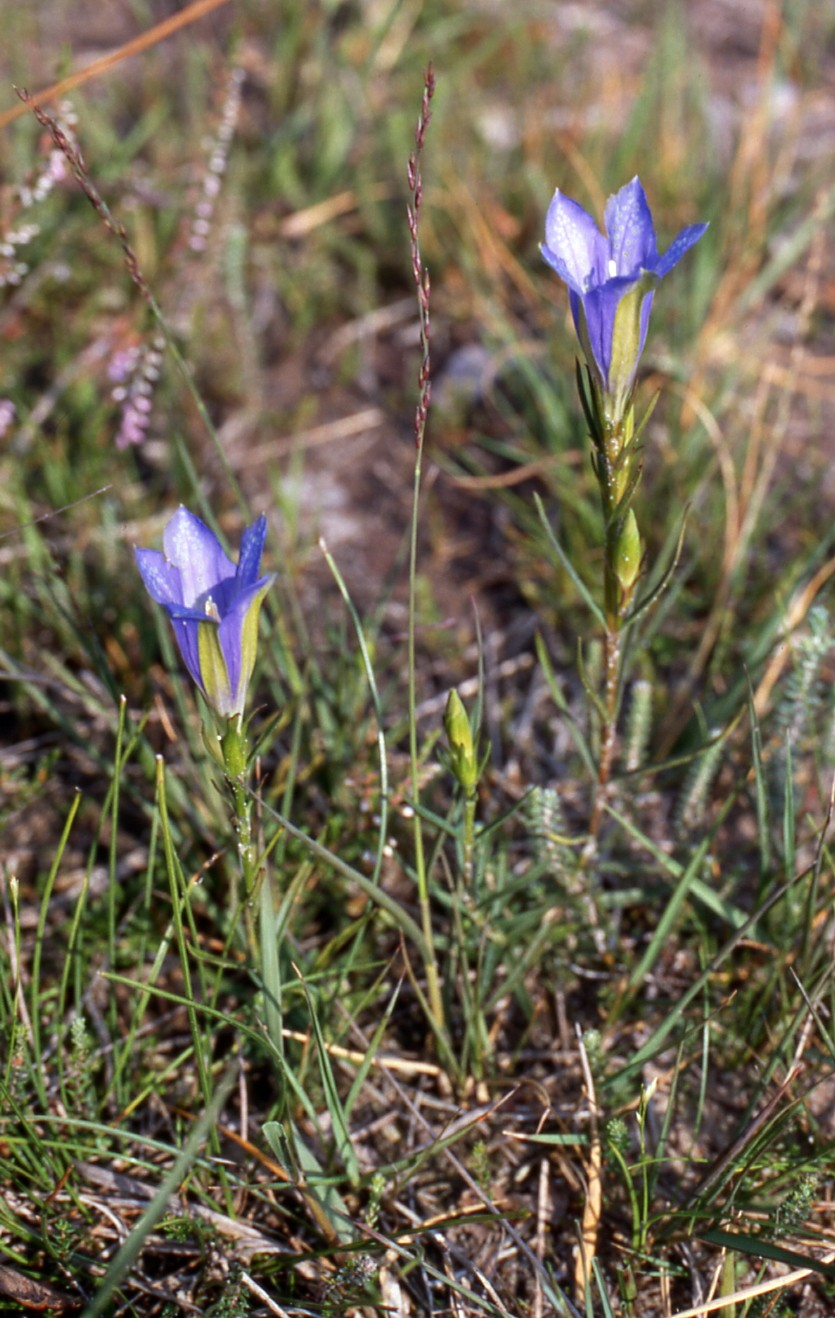
Lungen-Enzian im Gildehauser Venn

Heideweiher verfügen über eine spezifische, an das nährstoffarme Milieu angepasste Flora. Viele der hier vorkommenden Arten, wie z. B. Strandling (Littorella uniflora), Vielstängelige Sumpfbinse (Eleocharis multicaulis) und die vom Aussterben bedrohte Wasser-Lobelie (Lobelia dortmanna), sind auf Sanduntergrund angewiesen. Sie verschwinden, sobald sich eine Schlammschicht entwickelt. Am Rand der Gewässer finden sich selten das auf stark atlantische Klimaverhältnisse angewiesene Sumpf-Johanniskraut (Hypericum elodes) und regelmäßig der Gagelstrauch (Myrica gale), ein weidenähnliches Gebüsch, das ätherische Öle enthält. Die Weiher werden oftmals von Feuchtheide umgeben, deren Charakterart die Glocken-Heide (Erica tetralix) ist, sowie von Pfeifengrasfluren (Molinia caerulea). Hier wachsen unter anderem auch der Lungen-Enzian (Gentiana pneumonanthe), der Sumpfbärlapp (Lycopodiella inundata) sowie Rundblättriger und Mittlerer Sonnentau (Drosera rotundifolia und D. intermedia). Das im Frühsommer in großer Zahl weiß-fruchtende Schmalblättrige Wollgras (Eriophorum angustifolium) verleiht den Heideweihern einen eigentümlichen Reiz.

## Fauna
Aufgrund ihrer zumeist geringen Größe und des niedrigen Bewuchses sind Heideweiher für die Avifauna nur von untergeordneter Bedeutung. Häufiger sind Zwergtaucher und Krickente anzutreffen. Fische fehlen in den recht sauren Gewässern völlig. Unter den Amphibien sind Moor- und Teichfrosch bzw. Kleiner Wasserfrosch sehr typisch; an Reptilien bewohnen Kreuzotter, Schlingnatter, Blindschleiche und Waldeidechse die Umgebung der Heideweiher.

## Gefährdung und Schutz
Die Heideweiher sind heute besonders durch zunehmende Nährstoffanreicherung aus der Landwirtschaft (auch diffuse Einträge über den Luftweg) und die allgemeine Grundwasserabsenkung in ihrer Existenz stark bedroht.